# Леді на день (фільм, 2002)
«Леді на день» (рос. «Леди на день») — білоруський художній фільм 2002 року режисера Дмитра Астрахана.

## Сюжет
Батько нареченого схиблений на титулах і багатстві. Тому необхідно перетворитися в багату леді на день. Вулична торгівка Ані за допомогою своїх численних друзів знайомих впорається з цим завданням.

## У ролях
- Марина Нейолова
- Юрій Колокольников
- Олександр Калягін
- Олег Табаков
- Інна Ульянова
- Олександр Філіппенко
- Павло Баршак
- Олена Захарова
- Ігор Кашинцев
- Віктор Борцов
- Геннадій Юхтін
- Тетяна Золоткова
- Володимир Лельотко
- Андрій Олиференко
- Євген Крижановський
- Дмитро Астрахан
- Ігор Кашевський
- Андрій Дубровський
- Володимир Орлов
- Володимир Ландельман
- Леонід Клуні

## Творча група
- Сценарій: Олег Данилов
- Режисер: Дмитро Астрахан
- Оператор: Єжи Госьцік
- Композитор: